# 茨城町立青葉小学校
茨城町立青葉小学校（いばらきちょうりつあおばしょうがっこう）は、茨城県東茨城郡茨城町駒場にある公立小学校。通称「青葉小」（あおばしょう）。

## 概要
- 本校は、茨城町の小学校再編計画により、川根・上野合・沼前・駒場の4小学校が統合して開校した。なお、校舎は、旧梅香中学校があった場所に新設された[1][2]。

## 沿革
- 2011年（平成23年）3月 - 茨城町小中学校再編計画により、川根小学校、上野合小学校、沼前小学校、駒場小学校の統合を決定。
- 2013年（平成25年）12月 - 統合準備委員会において名称が正式決定。
- 2014年（平成26年）3月 - 校歌の作詞作曲をマシコタツロウに依頼することが決定。
- 2014年（平成26年）1月 - 校歌歌詞、校歌曲、校旗が決定。
- 2015年（平成27年）2月 - 既存校舎、多目的ホール、屋内運動場、渡廊下、プールの改修工事及び外構工事が完了。
- 2015年（平成27年）4月1日 - 開校。
- 2018年（平成30年）7月9日 - 二宮尊徳像建立。
- 2022年（令和4年）12月 - 学校情報化優良校認定。
- 2024年（令和6年）11月30日 - 10周年記念行事開催。

## 校歌
青葉の下で～茨城町立青葉小学校校歌～
- 作詞・作曲 - マシコタツロウ

## マスコットキャラクター

### 青葉ちゃん
青葉小学校を見守る妖精のキャラクター

## 通学区域と進学先中学校
出典

### 通学区域
- 大字木部
- 大字飯沼
- 大字上飯沼
- 大字下飯沼
- 大字下土師
- 大字奥谷
- 大字越安
- 大字蕎麦原
- 大字駒渡
- 大字野曽
- 大字南栗崎
- 大字南川又
- 大字秋葉
- 大字南島田
- 大字神谷
- 大字鳥羽田
- 大字生井沢
- 大字下雨ヶ谷
- 大字上雨ヶ谷
- 大字下座
- 大字小幡
- 大字小堤
- 大字駒場
- 大字神宿
- 大字海老沢
- 大字城之内
- 大字宮ヶ崎
- 大字網掛
- 中央工業団地

### 進学先中学校
- 茨城町立青葉中学校

多くは姉妹校である茨城町立青葉中学校に進学する。

## 周辺
- 茨城県道16号大洗友部線 - 下述の関鉄バス「駒場中央」停留所が設置されている県道
- 茨城町駒場公民館
- 茨城町役場駒場庁舎

## アクセス
- 関東鉄道バス「海老沢線」・「茨城町役場・水戸線」[4]で、「駒場中央」停留所下車後、徒歩5分。
  - JR東日本・鹿島臨海鉄道水戸駅、鉾田駅（関東鉄道バスターミナル）から、上述の路線バスに乗車し、「駒場中央」停留所下車後、徒歩。
- 北関東自動車道茨城町東ICから、車で約6km・約12分。